# Henri Bellivier

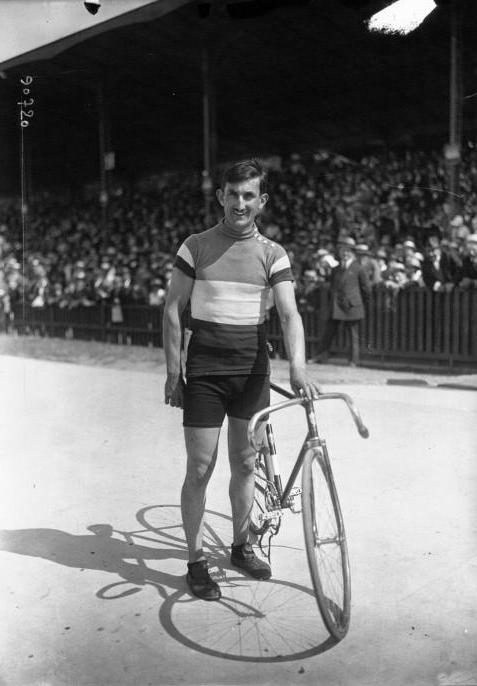
Henri Bellivier nach seinem Sieg beim Grand Prix de Paris 1921

Henri Bellivier (* 6. Juni 1890 in Saint-André-de-Cubzac; † 14. März 1980 in Ambilly) war ein französischer Bahnradsportler.
Zweimal – 1913 und 1920 – wurde Henri Bellivier französischer Meister im Sprint der Amateure. 1914 und 1921 gewann er das renommierte Sprintturnier Grand Prix de Paris. Bei den Olympischen Spielen 1920 in Antwerpen startete er im Sprint und im Tandemrennen, schied jedoch früh aus.